# Solidarna Polska
Solidarna Polska ("Solidair Polen", voluit: Solidarna Polska Zbigniewa Ziobro "Solidair Polen van Zbigniew Ziobro", afgekort: SP of SPZZ) is een rechts-conservatieve Poolse politieke partij, die in 2012 is ontstaan als afsplitsing van de partij Recht en Rechtvaardigheid (PiS). De partij is uitgesproken pro-life en voor de definiëring van het huwelijk als een verbond tussen man en vrouw. In economisch opzicht staat de partij voor solidarisme, de verzorgingsstaat en een sociale markteconomie. 

## Geschiedenis
Op 4 november 2011 werden drie europarlementariërs van de PiS, onder wie oud-minister van Justitie Zbigniew Ziobro, uit de partij gezet. Ziobro was op dat moment vicevoorzitter van de partij en had lange tijd te boek gestaan als "kroonprins" van partijvoorzitter Jarosław Kaczyński. Aanleiding was het feit dat Ziobro en zijn medestanders hadden opgeroepen tot meer democratie binnen de partij. Drie dagen later stapten 16 leden van de Sejm en één senator uit de PiS-fractie en richtten een eigen fractie op onder de naam Solidarna Polska, die in de maanden daarop nog verder zou groeien tot 21 zetels in de Sejm en 2 in de Senaat. Aanvankelijk overwogen de "Ziobristen" een gemeenschappelijke partij op te richten met een andere PiS-afsplitsing, Prawica Rzeczypospolitej, maar uiteindelijk kwam hier niets van terecht. Op 24 maart 2012 werd de partij Solidarna Polska opgericht. Voorzitter van de partij werd Zbigniew Ziobro.
In mei 2014 behaalde Solidarna Polska 3,98% van de stemmen bij de Europese verkiezingen; in een van de kiesdistricten was oud-wereldkampioen boksen Tomasz Adamek lijsttrekker. Doordat de partij niet boven de kiesdrempel van 5% kwam, verdween ze uit het Europees Parlement. Kort daarop, in juli, vormde Solidarna Polska in de Sejm en Senaat een gezamenlijke fractie met de partij Polska Razem ("Polen Samen") van Jarosław Gowin, die eerder van het Burgerplatform was afgesplitst. In maart 2015 werd deze fractie omgedoopt tot Zjednoczona Prawica ("Verenigd Rechts"). In de presidentsverkiezingen van 2015 steunden beide partijen de kandidatuur van PiS-kandidaat Andrzej Duda.
Voor de parlementsverkiezingen van 2015 sloten Solidarna Polska en Polska Razem een verkiezingsalliantie met de PiS door onder de vlag van die partij deel te nemen. Deze alliantie, die in de volksmond ook wel "Verenigd Rechts" werd genoemd, behaalde in beide kamers van het Poolse parlement een absolute meerderheid. Dit leverde Solidarna Polska 9 zetels in de Sejm en 2 zetels in de Senaat op.
Sinds 16 november 2015 maakt Solidarna Polska samen met de PiS en Polska Razem deel uit van de Poolse regering. De partij is in het kabinet-Szydło vertegenwoordigd in de personen van Zbigniew Ziobro, die terugkeerde als minister van Justitie, en Beata Kempa, die minister zonder portefeuille en kabinetschef van de regering werd.